# Операција Незамисливо
Операција Незамисливо (енгл. Operation Unthinkable) је британски војни план напада на Совјетски Савез 1. јула 1945. године. Војни план је израдио главни штаба британске војске по наређењу Винстона Черчила.

## Офанзивна операција
Основни циљ војне операције по замисли британског војнополитичког врха је био да се Совјетском Савезу наметне „воља Уједињеног Краљевства и САД“. Команданти британског врховног војног штаба су наводно били забринути због величине Црвене армије у Европи и, пошто су сматрали Стаљина особом којој се не може веровати, веровали су да постоји опасност по западну Европу. Такође се рачунало да ако Велика Британија и САД објаве рат Совјетском Савезу, он ће ући у војни савез с Јапаном, што је био разлог против објаве рата. На крају заповедници војног штаба су дошли до закључка како је напад непрактичан због надмоћи у људству и опреми Црвене армије над уједињеном британском, америчком и немачком војском у Европи.

## Одбрамбени планови
Након што је добио мишљење против напада, Винстон Черчил 10. јуна 1945. поставља питање о могућности вођења одбрамбеног рата у случају напада Совјетског Савеза на снаге савезника у Западној Европи. Одговор на то питање се састојао у могућим стратегијама одбране британских острва.